# Muscini
Muscini (лат.) — триба двукрылых из семейства настоящих мух,

## Описание
Среднего размера и мелкие мухи. Ширина лба у самок больше, чем у самцов. Отросток третьего членика усиков (ариста) в длинных перистых волосках. Лобно-орбитальные щетинки у самок направлены вперёд, орбиты самки покрыты щетинками в верхней половине или на всём протяжении. Хоботок гибкий. Субкостальная жилка изогнутая, вершина медиальной жилки изогнута в сторону радиальной жилки (R4+5).

## Экология
Помимо откладки яиц для представителей трибы характерно яйцеживорождение. Личинки развиваются преимущественно в навозе. Некоторые виды могут развиваться в разлагающихся веществах растительного или животного происхождения. У рода Mesembrina личинки факультативные хищники.

## Классификация
В мировой фауне известен 351 вид в составе 18 родов. Подроды Parapyrellia, Trichomorellia и Xenomorellia рода Morellia, а также подроды Eudasyphora и Rypellia рода Dasyphora могут рассматриваться как самостоятельные роды.
- Biopyrellia Townsend, 1932
- Curranosia Paterson, 1957
- Dasyphora Robineau-Desvoidy, 1830
- Deltotus Séguy, 1935
- Hennigmyia Peris, 1967
- Mesembrina Meigen, 1826
- Mitroplatia Enderlein, 1935
- Morellia Robineau-Desvoidy, 1830
- Musca Linnaeus, 1758
- Myiophaea Enderlein, 1935
- Neomyia Walker, 1859
- Neorypellia Pont, 1972
- Polietes Róndani, 1866
- Polietina Schnabl & Dziedzicki, 1911
- Pyrellia Robineau-Desvoidy, 1830
- Pyrellina Malloch, 1923
- Sarcopromusca Townsend, 1927
- Ziminellia Nihei & de Carvalho, 2007

## Распространение
Представители трибы встречаются во всех зоогеографических областях. Наибольшее видовое разнообразие отмечено в Афротропической области, где обнаружено 143 вида